# 卡赛什 (洛萨达)
卡赛什是葡萄牙波尔图区的一个堂区。总面积2.51平方公里，总人口1405人，人口密度559.8人/平方公里。